# Куштау
Куштау (башк. Ҡуштау — «подвійна гора»), гора Довга — шихан, гора-одинак в Ішимбайському районі Башкортостану, що знаходиться за 18 км на схід від міста Стерлітамака і за 140 км на південь від міста Уфи, включена в Список геологічної спадщини всесвітнього значення «GEOSITES».
Один з ланцюжка колись чотирьох шиханів в околицях Стерлітамака поряд з Тратау (Торатау), Юрактау і нині знищеним БСК «Сода» шиханом Шахтау, які обрані в шорт-лист проекту «Сім чудес Росії» (як Шихани).
Знаходиться під загрозою повного знищення, як і Шахтау. Відданий під розробку Башкирській содовій компанії.
Точне розташування: Макарівський лісгосп, Урняцьке лісництво, кв. 1, 2, 6, 10 (частково кв. 7, 11).

## Фізико-географічна характеристика
Абсолютна висота над рівнем моря — 375 м. Висота щодо рівня підошви — 251 м. Має форму двогорбого хребта, довжиною 4 км, шириною 0,7 — 1,4 км, з вершинами 374,5 та 243,8 м, витягнута в меридіональному напрямку по лінії Північ-Південь. Південний схил Куштау — кам'янисто-степовий, з округлими увалами, витягнутими вздовж схилу, що утворюють між собою лог. Ували з малопотужними кам'янистими ґрунтами покриті степовою рослинністю.
З боку західного і південного схилів огинає річка Біла.

## Геологія
Гора Куштау поряд з іншими стерлітамацькими шиханами входить в Список геологічної спадщини всесвітнього значення «GEOSITES», який формується і перебуває під егідою Європейської асоціації зі збереження геологічної спадщини ProGEO.
З 4 по 11 червня 1989 року в містах Уфі — Стерлітамаку — Ішимбаї відбулася сьома палеоеколого-літологічна сесія «Пермські рифогенні утворення Південного Уралу». Сесія рекомендувала Держкомприроди СРСР і РРФСР включити стерлітамакцькі шихани Тратау, Юрактау і Куштау в список геологічних пам'яток природи всесоюзного значення.
У 2018 році пост-президент Міжнародного союзу геологічних наук (IUGS) Роланд Оберханслі відвідав Стерлітамацькі шихани і виступив за збереження цих гір.

## Охорона природи

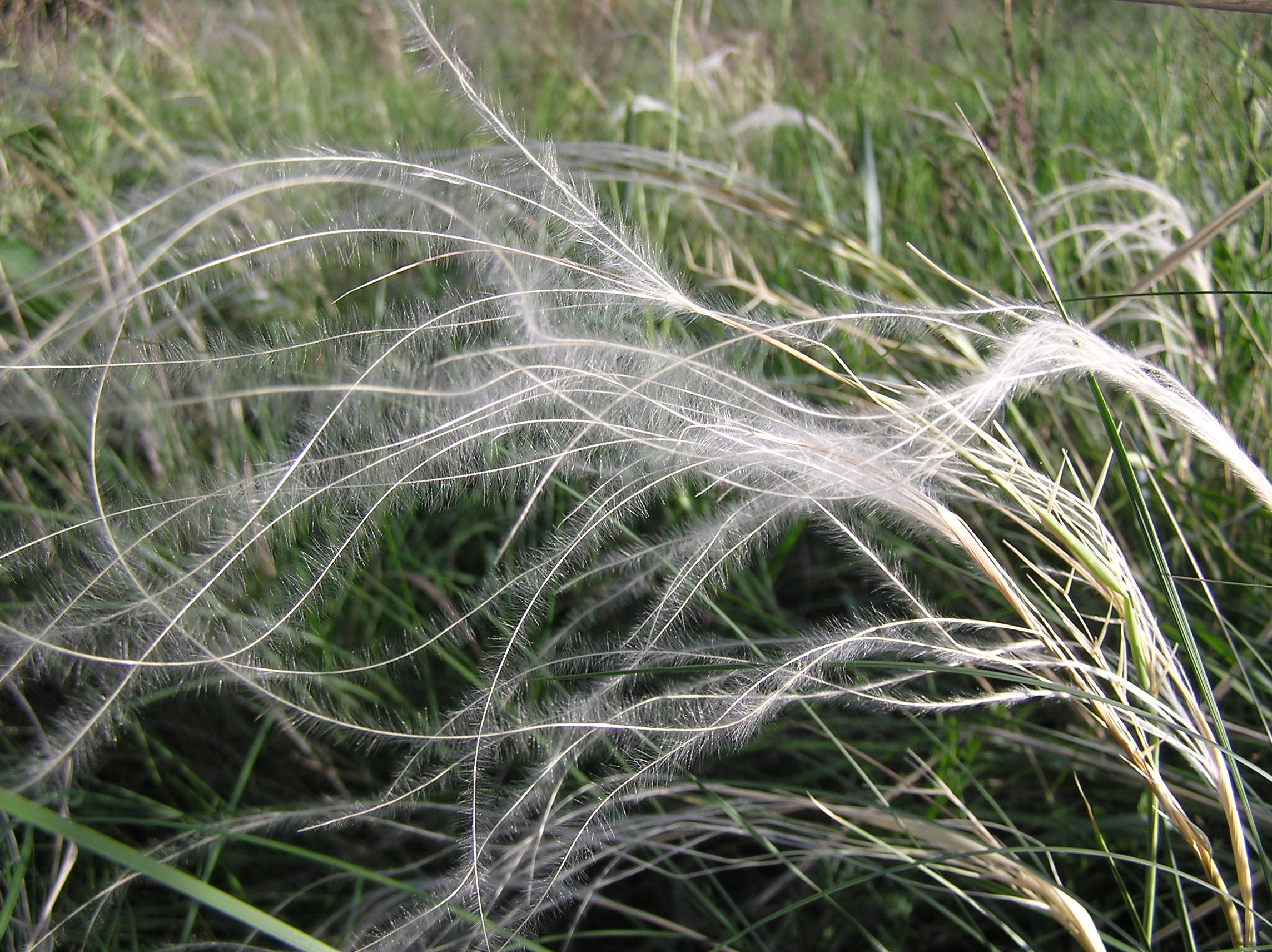
Ковила пірчаста

Куштау відноситься до цінних природних територій. У відповідності зі Схемою територіального планування Республіки Башкортостан передбачається створення пам'ятки природи республіканського значення площею 300 га.
На Куштау проростає кілька видів рослин з «Червоної книги», в тому числі ковила пірчаста.
Біля Куштау спійманий рідкісний екземпляр жука-довгоносика.
Наприкінці 2018 року т.в.о. Голови Республіки Башкортостан Радій Хабіров заявив, що Куштау може стати компромісним варіантом для вирішення сировинної проблеми «Башкирської содової компанії», замість шихана Торатау.
З 25 по 28 березня 2019 роки в Республіці Башкортостан відбулося виїзне засідання Ради з прав людини при Президентові РФ, на якому піднімалися питання збереження Куштау.
У червні 2019 року жителі села Урняк склали відеозвернення [Архівовано 14 серпня 2019 у Wayback Machine.] до президента Російської Федерації з проханням про те, щоб створити навколо шихана Куштау та інших найближчих гір природоохоронну зону.
6 серпня 2019 року Ради з прав людини при Президентові РФ рекомендував Мінприроди РФ розглянути можливість створення національного парку «Башкирські шихани», що включає шиханы Куштау, Торатау і Юрактау; «Башкирській содовій компанії» вишукати можливості відмови від планів промислової розробки Куштау та інших шиханів; Уряду Республіки Башкортостан надати Куштау статус пам'ятки природи у відповідності зі Схемою територіального планування Республіки Башкортостан і включити шихан Куштау в межі проектованого геопарку Торатау.